# لوتر (مجموعه تلویزیونی)
لوتر (انگلیسی: Luther)، یک مجموعه تلویزیونی درام، جنایی و روانشناختی در انگلیس است که با بازی ادریس البا در نقش جان لوتر و روت ویلسون در نقش آلیس مورگان توسط نیل کراس نوشته شده است. سری اول از شش قسمت تشکیل شده است که در ماه مه و ژوئن ۲۰۱۰ اجرا شد. سری دوم از چهار قسمت در ژوئن و ژوئیه ۲۰۱۱ از شبکه BBC One پخش شد و سری سوم آن در سال ۲۰۱۲ با چهار قسمت که در جولای ۲۰۱۳ پخش شد، به بهره برداری رسید. یک سری چهارم دو اپیزودی در دسامبر ۲۰۱۵ پخش شد و یک سری پنجم از چهار قسمت در یکم ژانویه ۲۰۱۹ به نمایش درآمد.
این مجموعه موفق به کسب امتیاز ۸.۴ از ۱۰ در پایگاه IMDB و همچنین محبوبیت ۸۸ درصدی در پایگاه راتن تومیتوز شده است.
البا برای بازی در نقش جان لوتر، جایزه تلویزیونی منتقدان تلویزیونی، جایزه گلدن گلوب و جایزه انجمن بازیگران سینما را دریافت کرده است. این سریال همچنین یازده نامزد جایزه امی را در گروه های مختلف دریافت کرده است، از جمله چهار نامزدی ادریس البا برای بازیگر نقش اول مرد در یک سریال یا فیلم.

## طرح کلی
جان لوتر یک بازرس ارشد بازرسی (DCI) است که برای واحد جنایت جدی در سری یک کار می کند و واحد جدید "جدی و سریال" از سری دو است.
لوتر که یک افسر پلیس فداکار است، وسواس بسیار دارد و هر گاهی اوقات خشن است. با این حال، لوتر هزینه بسیاری را برای فداکاری خود پرداخته است. او هرگز نتوانسته است جلوی خود را در سایه تاریکی جنایاتی که می گیرد، بگیرد. از نظر لوتر، کار همیشه حرف اول را می زند. تقدیم او چه برای او و چه برای نزدیکانش یک نفرین و برکت است. 
در همان قسمت اول این مجموعه جنایی، او تحقیق در مورد قاتل درخشان آلیس مورگان را انجام می دهد. سرانجام او به دلیل کمبود شواهد قادر به دستگیری او نیست، اما هرچه سریال پیشرفت می کند، او هم به عنوان رفیق او شناخته می شود و هم به عنوان یک همراه. همانطور که او شیفتگی خود را با او دنبال می کند، او به تدریج تسلیم می شود زیرا او می تواند از او در مورد برخی از جنایتکاران حیله گری که دنبال می کند اطلاعاتی کسب کند.
پس از اینکه آلیس به لوتر کمک کرد تا انتقام مرگ همسر خود را که زوئی است رها کند، لوتر به فرار او از یک مرکز امن کمک می کند و او از کشور فرار می کند. در غیاب آلیس، زندگی لوتر بار دیگر تحت سلطه کار پلیس او قرار گرفت و در قتل همسر و همکار او جاستین ریپلی در سری سوم به اوج رسید. آلیس به دنبال مرگ ریپلی دوباره ظاهر می شود و سرانجام لوتر را راضی می کند تا لندن را با او ترک کند. 
وقتی سری چهارم آغاز می شود، لوتر در سواحل انگلیس زندگی گوشه نشینی را سپری می کند. پس از اطلاع از مرگ آشکار آلیس در شرایط مرموز، وی متقاعد می شود که به لندن بازگردد و نقش خود را به عنوان DCI از سر بگیرد. در نهایت مشخص می شود که آلیس پس از اینکه زندگی اش با لوتر با انتظارات آنها مطابقت نداشت، مرگ خود را جعل کرد. دو سال بعد او برای اخاذی از رئیس جرایم سازمان یافته جورج کورنلیوس، که خرابکاری قبلی الماس خود را خرابکاری کرده بود، بازگشت. رابطه لوتر و آلیس که دوباره درگیر طرح هایش شده بود، به اوج مخرب خود می رسد.